# 573 (numero)
Cinquecentosettantatré (573) è il numero naturale dopo il 572 e prima del 574.

## Proprietà matematiche
- È un numero dispari.
- È un numero composto.
- È un numero difettivo.
- È un numero semiprimo.
- È parte delle terne pitagoriche (573, 764, 955), (573, 19236, 18245), (573, 54720, 54723), (573, 164164, 164165).
- È un numero congruente.

## Astronomia
- 573 Recha è un asteroide della fascia principale del sistema solare.
- NGC 573 è una galassia spirale della costellazione di Andromeda.

## Astronautica
- Cosmos 573 è un satellite artificiale russo.